# The Plum Tree
The Plum Tree è un cortometraggio muto del 1914 diretto da E.H. Calvert.

## Trama
Per coprire un debito nei confronti di un banchiere, John Graham è disposto a sacrificare la felicità di sua figlia Alice spingendola a sposare il suo creditore. Ma la ragazza, innamorata di un altro, alla fine riuscirà a convolare a nozze con l'amato.

## Produzione
Il film fu prodotto dalla Essanay Film Manufacturing Company.

## Distribuzione
Distribuito dalla General Film Company, il film - un cortometraggio in tre bobine - uscì nelle sale cinematografiche statunitensi il 18 settembre 1914.